# Sarmatismo

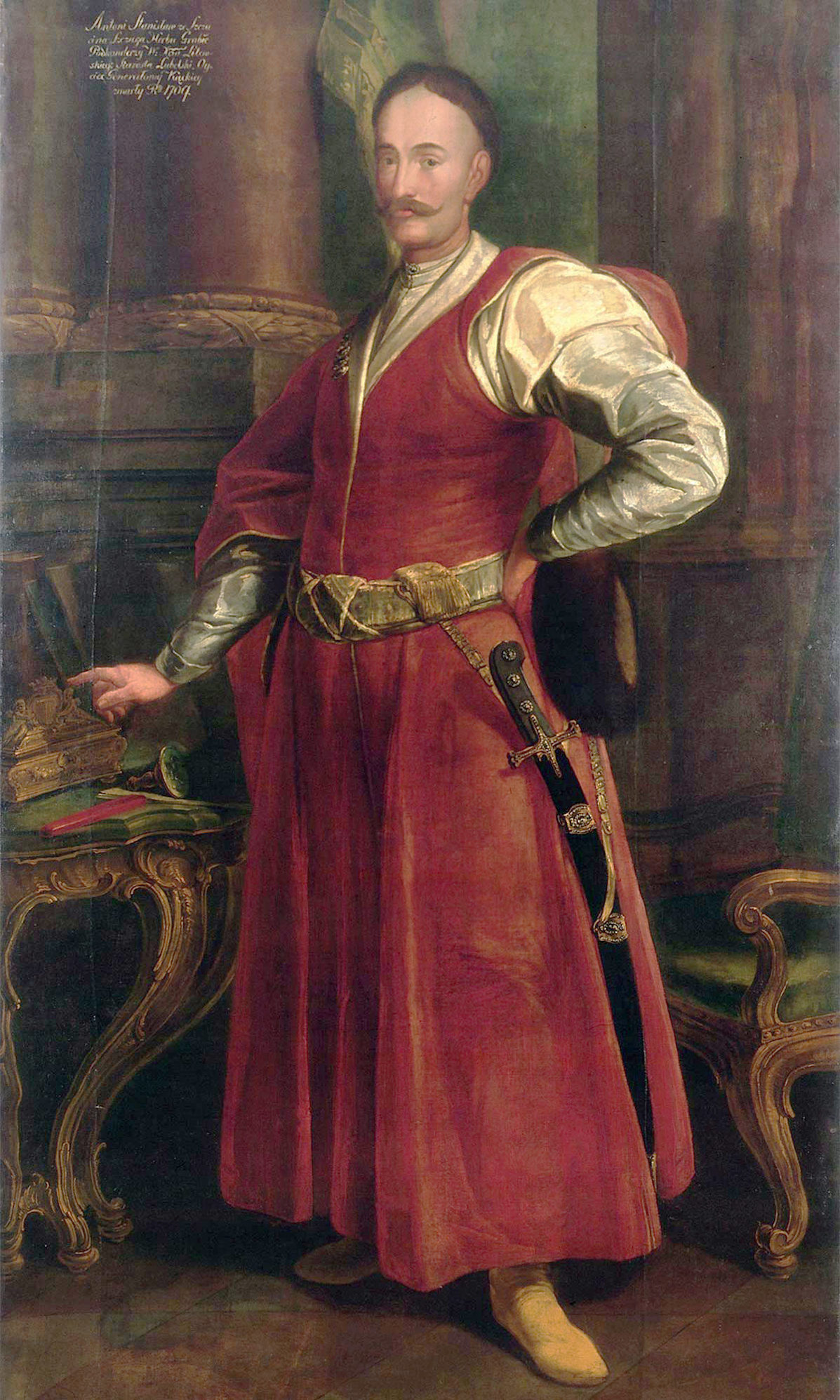
Stanisław Antoni Szczuka in abbigliamento sarmatista, con indosso un kontusz

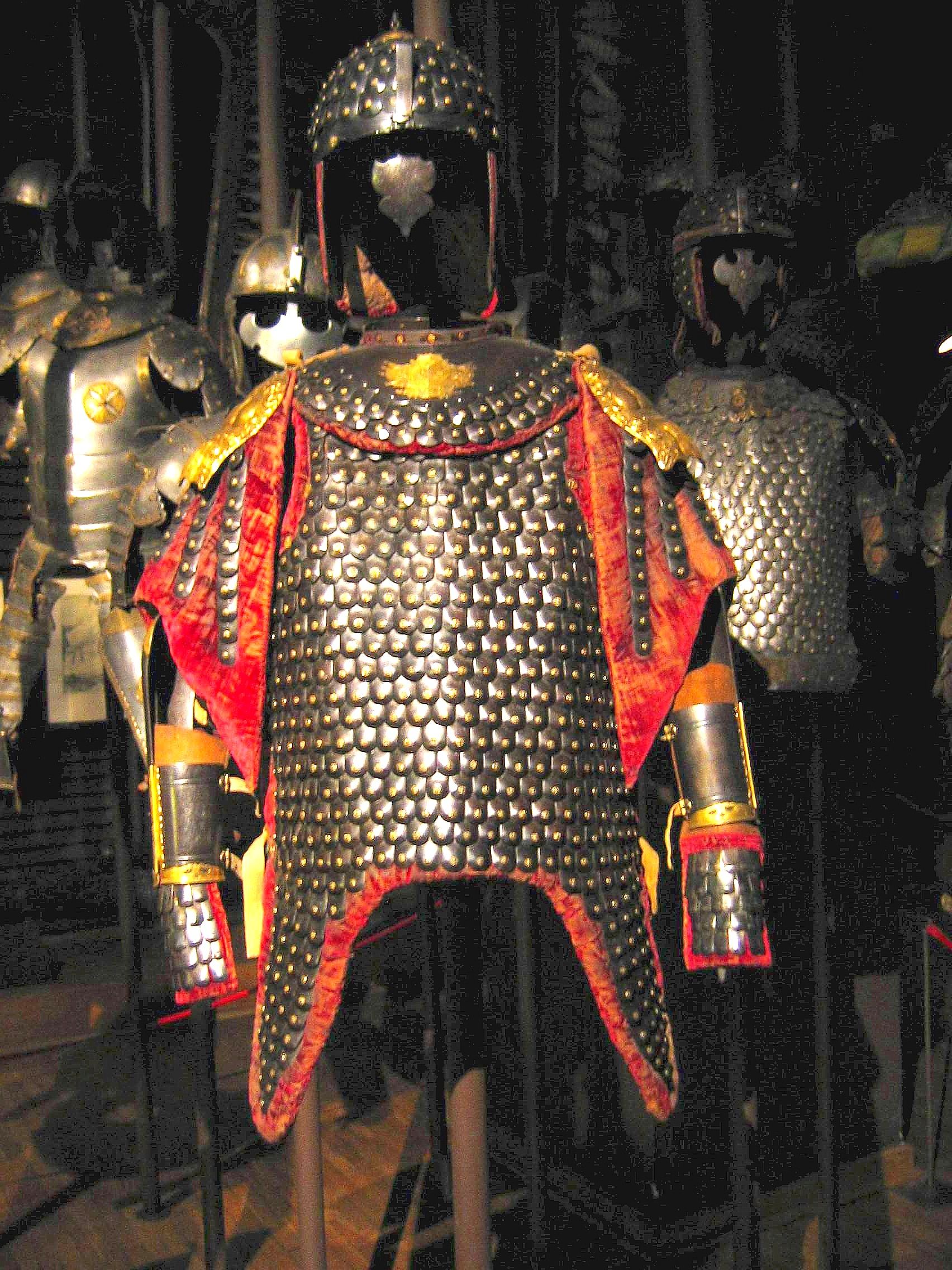
Armatura karacena in stile sarmatista

Sarmatismo (detto anche Sarmatianismo) è un termine che designa lo stile di vita, la cultura e l'ideologia dominanti della szlachta (nobiltà) della Confederazione polacco-lituana dal XV al XVIII secolo. Insieme alla "libertà dorata", esso formava un aspetto centrale della cultura della Confederazione. Al suo nucleo vi era la credenza che i nobili polacchi fossero discesi dagli antichi Sarmati. Tale movimento è stato oggetto di grandi celebrazioni da parte dei suoi aderenti, come pure di aspre critiche.
Il termine e la cultura si rifletterono principalmente nella letteratura polacca del XVII secolo, come nelle memorie di Jan Chryzostom Pasek, e le poesie di Wacław Potocki. L'aristocrazia polacca (szlachta) indossava una lunga giacca guarnita di pelliccia, chiamata zupan, stivali alti fino alla coscia e portava una sciabola (szabla). Anche i baffi erano popolari, nonché varietà di piumaggio nei copricapi maschili. I "Sarmatisti" di Polonia si battevano per lo status di una nobiltà a cavallo, per l'uguaglianza tra di loro ("libertà dorata"), e per l'invincibilità di fronte agli altri popoli. Il Sarmatismo lodava le vittorie passate dell'esercito polacco e chiedeva che i nobili polacchi coltivassero la tradizione. Un elemento inseparabile del loro costume della festa era una sciabola chiamata karabela.
Sarmazia (in polacco, Sarmacja) era un nome semileggendario, poetico, per la Polonia che era di moda nel XVIII secolo e che designava le qualità associate ai cittadini istruiti della vasta Confederazione polacco-lituana. Il Sarmatismo influenzò grandemente la cultura, lo stile di vita e l'lideologia della nobiltà polacca. Esso era unico per il suo miscuglio culturale di tradizioni orientali, occidentali e native. Il movimento influenzò considerevolmente anche le culture nobiliari di altri stati contemporanei — Ucraina, Moldavia, Transilvania, Despotato di Serbia, Ungheria e Croazia asburgiche, Valacchia e Moscovia. Criticato durante l'Illuminismo polacco, il Sarmatismo fu riabilitato dalle generazioni che abbracciarono il Romanticismo polacco. Essendo sopravvissuto al realismo letterario del periodo "positivista" in Polonia, il Sarmatismo godette di un trionfale ritorno con la Trilogia di Henryk Sienkiewicz, il primo Premio Nobel per la letteratura della Polonia (1905).

## Origini tardomedievali e legami con la storia antica
Il termine Sarmatismo fu usato per la prima volta da Jan Długosz nella sua opera del XV secolo sulla storia di Polonia. Długosz fu anche responsabile di aver legato i Sarmati alla preistoria della Polonia e questa idea fu continuata da altri cronisti e storici come Marcin Bielski, Marcin Kromer e Maciej Miechowita. Il Tractatus de Duabus Sarmatiis di Miechowita esercitò grande influenza all'estero, dove per qualche tempo fu una delle opere di riferimento più usate nella Confederazione polacco-lituana.
I presunti antenati della szlachta, i Sarmati, erano una confederazione di tribù prevalentemente iraniche che vivevano a nord del Mar Nero. Nel V secolo a.C. Erodoto scrisse che queste tribù erano discendenti degli Sciti e delle Amazzoni. I Sarmati si mescolarono con i Goti e altri popoli nel II secolo d.C., e potrebbero aver avuto legami forti e diretti con la Polonia. Tuttavia tali questioni non sono semplici da chiarire. La leggenda attecchì e crebbe finché la maggior parte di coloro che erano all'interno della Confederazione, e molti all'estero, credettero che molti nobili polacchi fossero in qualche misura discendenti dei Sarmati (Sauromates). Un'altra tradizione giunse a supporre che i Sarmati stessi fossero discesi da Jafet, figlio di Noè.

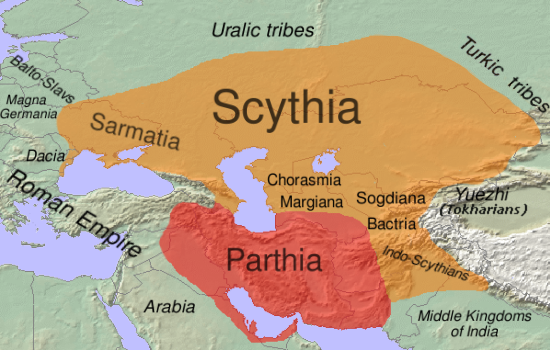
Sarmati, i più occidentali dei popoli iranici, ca. 100 a.C.

Alcuni simpatizzanti del Sarmatismo tendevano a credere che, in quanto membri della nobiltà polacca medievale, erano i discendenti dell'antico popolo sarmatico. Conseguentemente i loro antenati avrebbero conquistato e asservito gli Slavi nativi e, come i Bulgari in Bulgaria o i Franchi germanici che conquistarono la Gallia (Francia), alla fine adottarono la lingua locale. Tale nobiltà giunse a credere che appartenevano (almeno figurativamente) a un popolo diverso (per quanto remotamente nel tempo) dagli Slavi che governavano. Al contrario di quanto si potrebbe pensare, questa visione del Sarmatismo non aveva origine, almeno non completamente, in convinzioni popolari o ignoranti. "Mappe romane, confezionate durante il Rinascimento, avevano il nome di Sarmazia scritto sulla maggior parte del territorio della Confederazione polacco-lituana, il che 'giustificava' l'interesse per le 'radici sarmatiche'."
Secoli dopo gli studiosi moderni scoprirono prove che mostravano che gli Alani, un popolo tardosarmatico che parlava un idioma iranico, invasero effettivamente le tribù slave nell'Europa orientale prima del VI secolo, e che questi "Sarmati formarono evidentemente la classe dominante dell'area, che fu gradualmente slavizzata." La loro connessione politica diretta con la Polonia, tuttavia, rimane alquanto incerta. Nella sua pubblicazione del 1970 The Sarmatians (nella serie "Ancient Peoples and Places") Tadeusz Sulimirski (1898–1983), uno storico polacco-britannico, archeologo e ricercatore sugli antichi Sarmati, discute le abbondanti prove dell'antica presenza sarmatica nell'Europa orientale, ad es., i ritrovamenti di vari oggetti funebri come ceramiche, armi e gioielli. Altre possibili influenze etnologiche e sociali sulla szlachta polacca includerebbero l'araldica d'ispirazione tamga, l'organizzazione sociale, le pratiche militari e le usanze di sepoltura.

## Cultura e moda
Le credenze e i costumi sarmatisti divennero una parte importante della cultura szlachta, penetrando tutti gli aspetti della vita. Il Sarmatismo glorificava l'uguaglianza fra tutti gli szlachta e celebrava il loro stile di vita e le loro tradizioni, che includevano il montare a cavallo, la vita rurale dei villaggi, la pace e un relativo pacifismo. Rese anche di moda abiti e stili orientali, come lo zupan, il kontusz, la sukmana, il pas kontuszowy, la delia e la szabla. In tal modo riusciva a integrare la nobiltà multietnica creando un senso di unità e orgoglio quasi nazionalista nella libertà dorata politica della szlachta. Permetteva anche di differenziare la szlachta polacca dalla nobiltà occidentale (che la szlachta chiamava pludracy, un riferimento alle loro calze, un capo di abbigliamento non indossato dagli szlachta ma popolare tra gli Occidentali).

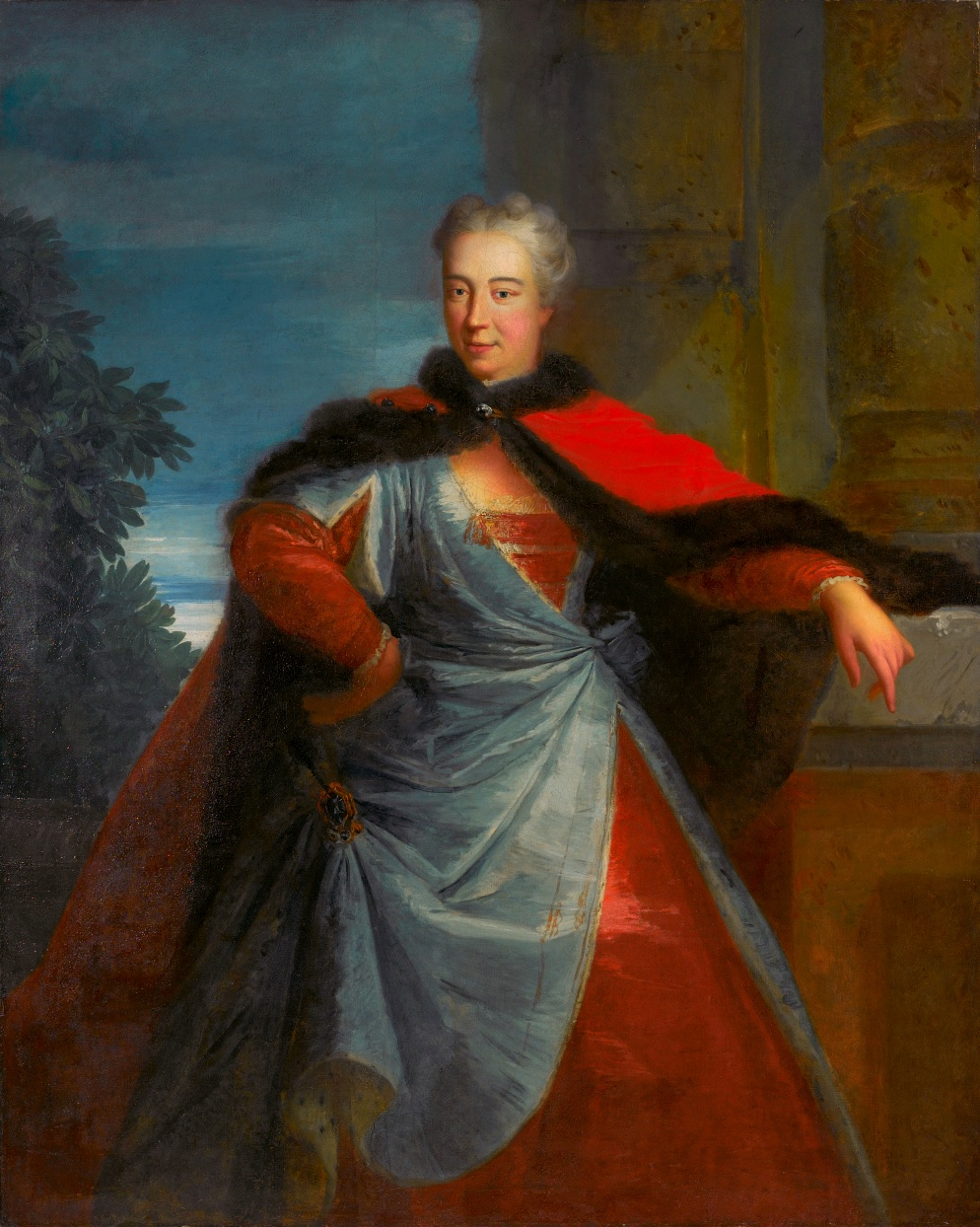
La politicamente influente Elżbieta Sieniawska, in posa sarmatista e giacca maschile delia

I Sarmatisti valutavano grandemente i legami sociali e familiari. Le donne erano trattate con onore e galanteria. Le conversazioni erano una delle occupazioni preferite. Gli ospiti erano sempre benvenuti – parenti, amici, perfino stranieri, specialmente dall'estero. Il latino era parlato ampiamente. Si organizzavano feste sontuose con una grande quantità di alcol, una delle ragioni per cui liti e zuffe tra gli uomini erano piuttosto comuni durante tali eventi, oltre alle questioni d'onore, un aspetto di primaria importanza. I balli più popolari in queste feste erano la polonaise, la mazurka e l'oberek. Gli uomini vivevano più a lungo delle donne; si sposavano anche più tardi. Il matrimonio era descritto come una "profonda amicizia". Gli uomini spesso viaggiavano molto (ai Sejm, ai Sejmik, alle indulgenze, ai tribunali o alle attività comuni), mentre le donne restavano a casa e si prendevano cura della proprietà, del bestiame e dei bambini. Le nascite erano molto numerose, ma la mortalità infantile era alta e molti morivano prima di raggiungere la maturità. I bambini e le bambine erano allevati separatamente, in compagnia di uomini e di donne. Le cause, anche per questioni relativamente irrilevanti, erano comuni, ma nella maggior parte dei casi si raggiungeva un compromesso.
Le cerimonie funebri nella Polonia sarmatista erano molto elaborate, con alcune caratteristiche particolari che le distinguevano da altre parti d'Europa. Erano eventi attentamente pianificati, pieni di sfarzo e di splendore. Nel periodo tra la morte di un nobile e il suo funerale si facevano preparativi complessi, che impiegavano un gran numero di artigiani, architetti, decoratori, servi e cuochi; erano tanto elaborati che a volte passavano molti mesi prima che tutti i preparativi fossero completati. Prima della sepoltura, la bara con il cadavere era posta in una chiesa in mezzo alla elaborata architettura del castrum doloris ("castello del dolore"). Scudi araldici, che erano collocati ai lati del feretro, e un foglio di latta con un epitaffio svolgevano un ruolo supplementare e fornivano informazioni sul defunto. Le celebrazioni religiose erano di solito precedute da una processione, che terminava il suo percorso in chiesa. Era guidata da un uomo a cavallo che interpretava il ruolo del nobile deceduto e ne indossava l'armatura. Quest'uomo entrava nella chiesa e cadeva da cavallo facendo un gran fracasso, mostrando in questo modo il trionfo della morte sul potere terreno e sul valore cavalleresco. Alcune di queste cerimonie duravano fino a quattro giorni e terminavano con una veglia che aveva poco a che fare con la serietà della situazione e poteva facilmente trasformarsi in veri e propri bagordi. Occasionalmente interi gruppi di membri del clero prendevano parte alla sepoltura: nel XVIII secolo, 10 vescovi, 60 canonici e 1.705 sacerdoti parteciparono al funerale di un nobile polacco.
Alcuni nobili polacchi ritennero erroneamente che i loro presunti antenati sarmati fossero un popolo turchico e vedevano di conseguenza i loro nemici turchi e tartari di Crimea come loro pari, anche se impossibili da redimere poiché non erano cristiani. Molti Sarmatisti credevano che gli Slavi che governavano (sia che fossero cattolici di lingua polacca od ortodossi di lingua rutena) fossero gente arretrata. Questa ideologia pose i seguaci polacchi del Sarmatismo in profondo disaccordo con i successivi panslavisti russi. Gli eserciti della Confederazione durante questo periodo, naturalmente, erano regolarmente in guerra con l'Impero ottomano e copiavano rapidamente qualsiasi vantaggio militare di cui loro i nemici facessero mostra. Inoltre, durante l'era barocca in Polonia, l'arte e gli arredi dei Persiani e dei Cinesi, come pure degli Ottomani, furono molto ammirati e ricercati.
In accordo con le convinzioni sulle loro presunte origini turchiche, l'abbigliamento sarmatista si allontanò da quello indossato dai nobili di altri paesi europei, e aveva le sue radici in Oriente. Erano indumenti lunghi, signorili, sontuosi e colorati. Uno degli elementi più caratteristici era il kontusz, che si portava con la fascia da kontusz, con funzioni decorative. Sotto, si indossava lo zupan, e sopra lo zupan andava la delia. Gli abiti delle famiglie più potenti erano cremisi e scarlatti. Lo szarawary era l'indumento tipico per la parte inferiore del corpo, e il calpac, decorato con piume di gazza, si indossava sulla testa. Anche le mode francesi, tuttavia, contribuirono allo stile sarmatista dell'abbigliamento polacco.

## Pensiero politico e istituzioni

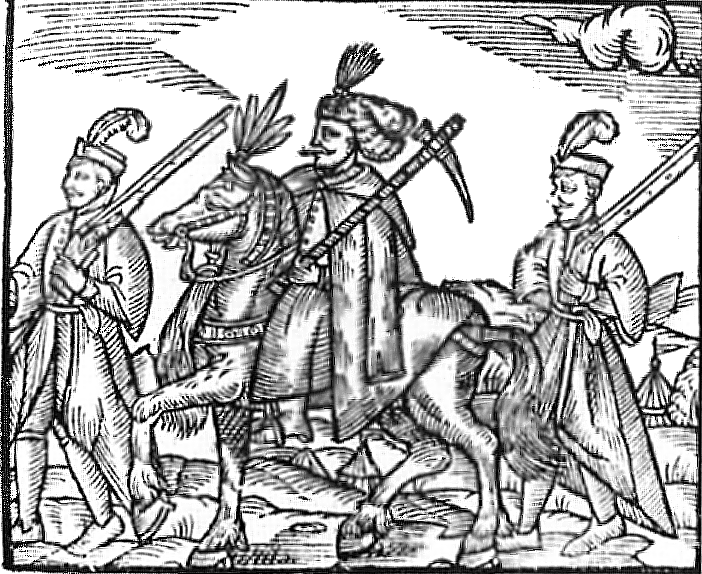
Nobile polacco e due guardie hajduk

Gli aderenti al Sarmatismo esaltavano l'importanza vitale della Polonia poiché la consideravano un'oasi della libertà dorata per la nobiltà polacca, mentre il paese era circondato da regni antagonistici con governi assolutisti. Essi vedevano anche la Polonia come un baluardo della vera cristianità, quasi circondato dall'Impero ottomano musulmano, e dal cristianesimo deviante dei Russi ortodossi e dei Tedeschi e Svedesi protestanti.
Quella che gli storici polacchi contemporanei considerano una delle caratteristiche più essenziali di questa tradizione non è l'ideologia sarmarista, ma la maniera in cui era governata la Rzeczpospolita (nome dato al governo della Confederazione ed equivalente di "repubblica" in polacco). I concetti democratici di legge e ordine, autogoverno e cariche elettive costituivano una parte indissolubile del Sarmatismo. Ma era una democrazia solo per pochi, come lo era stata la democrazia ateniese. Il re, benché eletto, manteneva la posizione centrale nello stato, ma il suo potere era limitato da vari atti legali e condizioni. Inoltre, solo i nobili godevano di diritti politici, ossia concretamente del diritto di voto nel Sejmik e nel Sejm. Ogni poseł (o membro del Sejm), aveva il diritto di esercitare un cosiddetto liberum veto, che poteva bloccare l'approvazione della proposta di una nuova legge o risoluzione. Infine, nel caso in cui il re rifiutasse di obbedire alle leggi dello stato, o tentasse di limitare o contestare i privilegi dei nobili, essi avevano il diritto di rifiutare gli ordini del re e di opporsi a lui con la forza delle armi. Pur evitando così l'instaurarsi di governi assolutisti, sfortunatamente il potere dello stato centrale divenne precario e vulnerabile all'anarchia.
Il sistema politico della Rzeczpospolita era considerato dalla nobiltà come il migliore del mondo e il Sejm polacco come il più antico (fatto storicamente accertato). Il sistema fu paragonato frequentemente alla Roma repubblicana e alla polis greca – anche se alla fine entrambe si arresero al governo imperiale o ai tiranni. I sarmatisti consideravano gli Articoli enriciani il fondamento del sistema. Qualsiasi tentativo di infrangere queste leggi era trattato come un crimine grave.
Tuttavia, malgrado i frutti della "libertà dorata" polacca e della cultura sarmatista, il paese entrò in un periodo di declino nazionale, che portò a un conformismo culturale dalla visione molto ristretta. Di fatto, con il tempo si impose una devastante anarchia politica, dovuta all'uso cinico del veto da parte dei singoli szlachta nel Sejm, e/o al comportamento di alcuni re che non difendevano l'interesse della patria. Alla fine del XVIII secolo, lo stato deplorevole della forma di governo condusse alle tre Spartizioni della Polonia a favore delle potenze militari vicine.
"Valeva la pena di preservare il modo di vivere sarmatista? Alcuni aspetti di esso, senza dubbio. Ma poiché la nobiltà insisteva nel custodire gelosamente i suoi privilegi, impedendo la loro estensione ad altri gruppi sociali, condannava la struttura della Confederazione all'atrofia e alla vendetta delle classi inferiori. ... Il Sarmatismo era uno scudo ideologico contro le realtà storiche che lo contraddicevano in ogni momento."
Dalla sua originale popolarità tra l'antica szlachta, lo stesso Sarmatismo cadde in un declino politico, ma da allora ha conosciuto una revisione e una rinascita, e poi di nuovo un tramonto.

## Religione

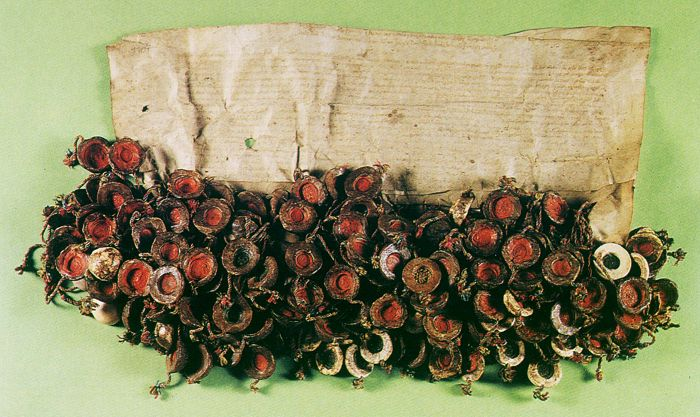
Atto originale della Confederazione di Varsavia del 1573, il primo atto sulla libertà religiosa in Europa

"Certamente, la formulazione e la sostanza della dichiarazione della Confederazione di Varsavia del 28 gennaio 1573 erano straordinarie rispetto alle condizioni che prevalevano altrove in Europa, e governarono i principi della vita religiosa nella Repubblica per oltre duecento anni." – Norman Davies.
La Polonia ha una lunga tradizione di libertà religiosa. Il diritto di professare liberamente una religione era un diritto basilare concesso a tutti gli abitanti della Confederazione per tutto il XV e l'inizio del XVI secolo, e la libertà di religione assoluta fu ufficialmente riconosciuta in Polonia nel 1573 con la Confederazione di Varsavia. La Polonia mantenne le sue leggi sulla libertà religiosa durante un'era in cui la persecuzione religiosa era un fenomeno abituale nel resto d'Europa. La Confederazione di Polonia fu un luogo dove cercarono rifugio le sette religiose più radicali, che tentavano di fuggire dalla persecuzione in altri paesi del mondo cristiano.
"Questo paese è diventato un luogo di rifugio per eretici." – Cardinale Hozjusz, legato pontificio in Polonia.
Nel campo della religione, il Cattolicesimo era la fede dominante e si poneva molta enfasi su di esso perché si riteneva che differenziasse i Sarmatisti polacchi dai loro pari turchi e tatari. Si insisteva spesso sul valore della Provvidenza e della grazia di Dio, e tutte le questioni terrene erano percepite come un mezzo per raggiungere una meta finale – il Cielo. Di conseguenza si dava molta importanza alla penitenza come mezzo per salvarsi dal castigo eterno. Si credeva che Dio vigilasse su tutto e che tutto avesse un significato. La popolazione partecipava volentieri alla vita religiosa attraverso messe, indulgenze e pellegrinaggi, e Vergine Maria, i santi e la Passione erano oggetto di una speciale devozione.

## Arte e letteratura sarmatista

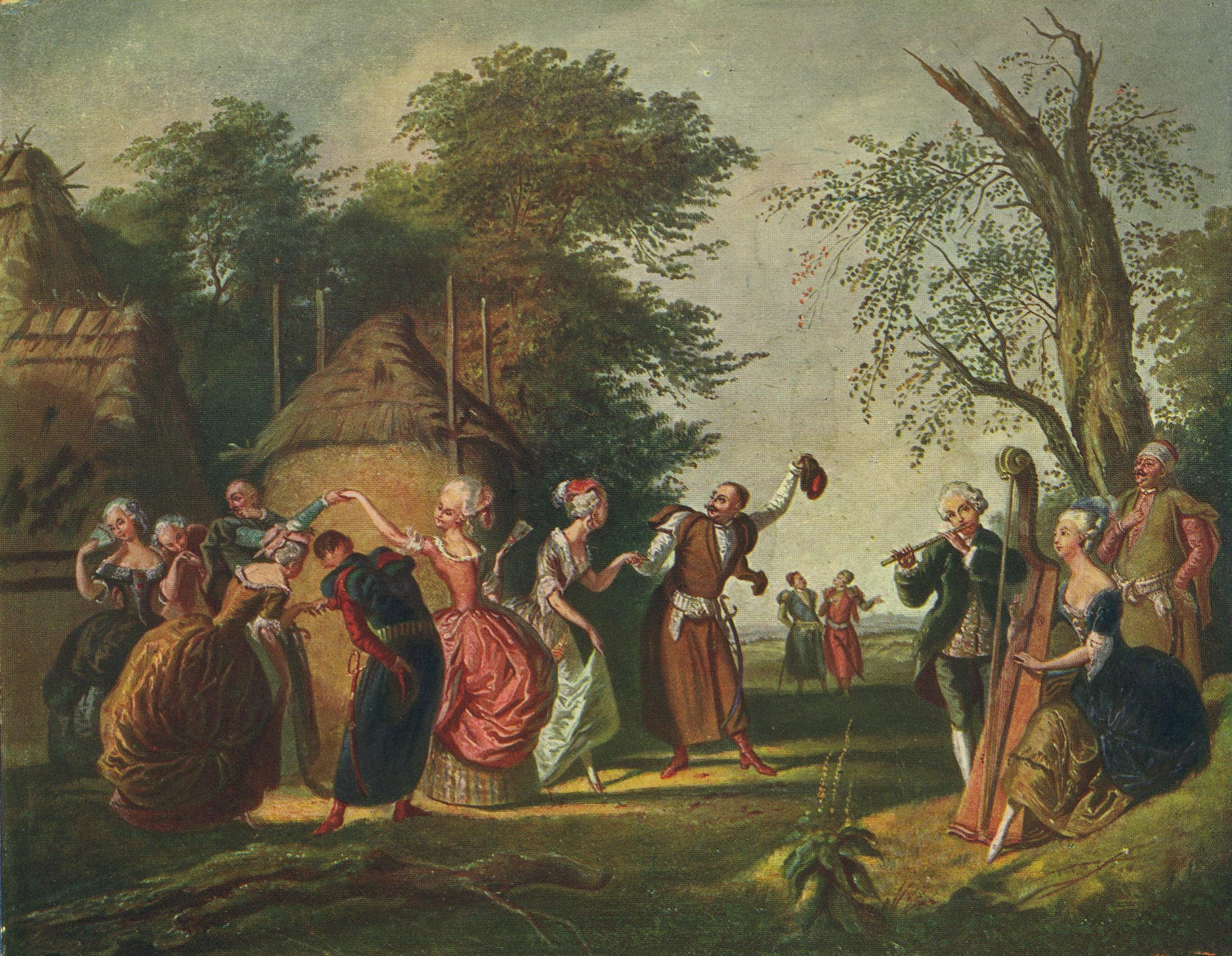
Polacchi danzano la polonaise (dipinto di Kornelli Szlegel)

I Sarmatisti attribuivano all'arte una funzione propagandistica: il suo ruolo era di immortalare per i posteri il buon nome della famiglia, esaltando le virtù degli antenati e le loro grandi gesta. Conseguentemente, vi era una grande domanda di ritratti personali o familiari. Le loro caratteristiche principali erano il realismo, la varietà di colore e la ricchezza di simbolismo (epitaffi, stemmi, accessori militari). Le persone erano solitamente raffigurate su uno sfondo scuro, dai toni smorzati, in vedute di tre quarti.
Tra coloro che rappresentarono la cultura sarmatista sono da ricordare soprattutto:
- Wacław Potocki
- Jan Chryzostom Pasek
- Wespazjan Kochowski
- Andrzej Zbylitowski
- Hieronim Morsztyn
- Jan Andrzej Morsztyn
- Daniel Naborowski
- Justus Ludwik Decjusz

Il latino era molto popolare e veniva spesso mischiato con la lingua polacca in scritti maccheronici e nel parlato. Conoscere almeno un po' di latino era un obbligo per qualsiasi szlachcic.
Nel XIX secolo la cultura sarmatista dell Confederazione polacco-lituana fu ritratta e popolarizzata da Henryk Sienkiewicz nella sua trilogia: Col ferro e col fuoco (Ogniem i mieczem), Il diluvio (Potop) e Il signor Wołodyjowski (Pan Wołodyjowski); nel corso del XX secolo, la trilogia di Sienkiewicz fu portata al cinema (ad esempio con la versione filmica della trilogia diretta da Jerzy Hoffman: Il settimo flagello del 1969, Diluvio del 1974 e Ogniem i mieczem del 1999)) e la cultura sarmatista divenne oggetto di molti libri moderni (Jacek Komuda tra gli altri), canzoni (come quella di Jacek Kaczmarski) e servì da ispirazione perfino per giochi di ruolo come Dzikie Pola.

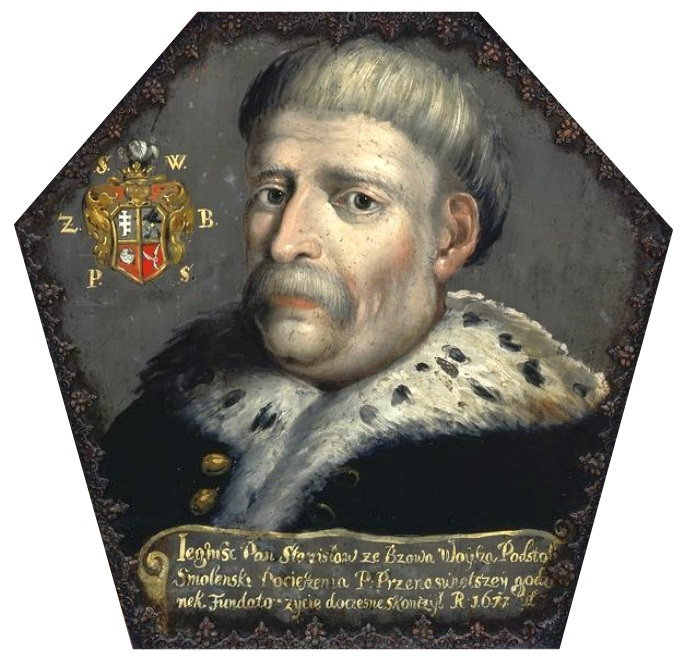
Ritratto su bara di Stanisław Woysza, 1677

Una delle espressioni artistiche più peculiari del sarmatismo era quella dei ritratti su bara, una forma di ritratto caratteristica della pittura barocca polacca, che non esisteva in nessun'altra parte d'Europa. I ritratti ottagonali o esagonali erano fissati alla zona della testa della bara affinché il defunto, in quanto cristiano con un'anima immortale, fosse sempre rappresentato come se fosse vivo e capace di dialogare con i lamentanti durante le sfarzose cerimonie funebri. Tali ritratti erano una finzione che evocava la presenza del defunto e anche un mezzo rituale che forniva un collegamento tra i vivi e quelli che lasciavano il mondo materiale per l'eternità. I pochi ritratti sopravvissuti, spesso dipinti durante la vita della persona, sono una fonte d'informazione affidabile sulla nobiltà polacca del XVIII secolo. I morti erano raffigurati sia in abbigliamento ufficiale sia in abito da viaggio, poiché la morte era considerata un viaggio verso l'ignoto. Il più antico ritratto su bara della Polonia è quello che raffigura Stefano Báthory, risalente alla fine del XVI secolo.
Molte delle residenze della szlachta erano magioni di legno. Durante il periodo sarmatista polacco si costruirono molti palazzi e chiese, che seguivano la tendenza di preferire soluzioni architettoniche native caratterizzate da forme gotiche e da un'unica decorazione in stucco delle volte. Inoltre si erigevano lapidi nelle chiese per coloro che avevano reso considerevoli servizi alla patria. I nobili costruirono decine di migliaia di manieri (dwóry), per la maggior parte di legno (pino, faggio e larice). All'entrata si trovava un portico, cui seguiva lo spazio centrale per ricevere i visitatori, un grande vestibolo. La casa era divisa in una parte intima per le donne e una più pubblica per gli uomini, e spesso aveva annessi agli angoli. Le pareti erano ornate con ritratti di antenati, ricordi e trofei. Sono sopravvissuti pochi dei manieri del vecchio periodo polacco, ma la loro tradizione continuò nel XIX e XX secolo.

## Uso moderno
Nella Polonia contemporanea, la parola "Sarmatista" (polacco: Sarmata quando si usa come sostantivo, sarmacki quando si usa come aggettivo) è una forma ironica di autoidentificazione, e si usa talvolta come sinonimo per il carattere polacco.
Negli ultimi anni un gruppo di Polacco-Statunitensi ha cominciato a pubblicare presso l'Università Rice una rivista accademica sull'Europa centrale e orientale, chiamata Sarmatian Review.

## Impatto su altri popoli della Confederazione polacco-lituana
Anche i Lituani e gli Ucraini che vivevano nella Confederazione adottarono certi aspetti del Sarmatismo. Alcuni storici lituani del tempo affermarono che il loro popolo era disceso dagli Sciti che si erano stabiliti nell'antica Roma, che con il tempo era diventata la casa del loro sommo sacerdote pagano.
Gli Ucraini di questo periodo affermavano di essere discendenti dei Sarmati o di una tribù collegata, i Roxolani. Assicuravano anche di discendere dai Khazari turchici. Ad esempio, la Costituzione di Pylyp Orlyk del 1711 (nota anche come Costituzione di Bender) includeva le seguenti dichiarazioni:
"il valoroso e antico popolo cosacco, prima chiamato khazako, fu esaltato all'inizio dalla gloria immortale... così tanto che l'Imperatore orientale... unì suo figlio in matrimonio con la figlia del Khagan, vale a dire il principe cosacco"; "...la fede ortodossa della confessione orientale, con la quale il valoroso popolo cosacco fu illuminato sotto il governo dei principi khazari dalla Sede apostolica di Costantinopoli..."; "mentre il popolo anteriormente conosciuto come khazaro e poi chiamato cosacco traccia la sua origine genealogica ai potenti e invincibili Goti... e si unisce al popolo cosacco con i vincoli più forti di affezionata affinità allo stato crimeo...".
I Tatari che si erano stabiliti nella Confederazione polacco-lituana ed erano leali allo stato polacco erano visti dai sarmatisti polacchi come pari. Di conseguenza, godevano dei privilegi della nobiltà polacca e della libertà di praticare la loro fede musulmana. Questi Tatari, malgrado seguissero la fede musulmana, erano più facilmente accettati nella società polacca degli Ucraini cristiani ortodossi le cui presunte origini sarmate erano più discutibili.

## Valutazione
Alcuni osservatori hanno criticato lo sviluppo del Sarmatismo, e hanno rilevato che anche se all'inizio esso sosteneva la libertà religiosa, l'orgoglio nazionale, l'uguaglianza e la libertà, con il tempo finì per pervertirsi e divenire un sistema di credenze propizio all'intolleranza e al fanatismo.
Il Sarmatismo, che si evolse durante il Rinascimento e si consolidò durante il Barocco in Polonia, si trovò in opposizione all'ideologia dell'Illuminismo polacco. Alla fine del XVIII secolo la parola "Sarmatismo" aveva acquisito connotazioni negative e il concetto era frequentemente criticato e ridicolizzato in pubblicazioni politiche come il Monitor, dove divenne sinonimo di ideologia ignorante e incolta oltre che un termine dispregiativo per coloro che si opponevano alle riforme dei "progressisti" come il re, Stanisław August Poniatowski. L'ideologia del Sarmatismo divenne un obiettivo da ridicolizzare, come si può vedere nell'opera Sarmatismo (Sarmatyzm, 1785) di Franciszek Zabłocki.
Il processo fu invertito in una certa misura durante il periodo del Romanticismo polacco, quando dopo le Spartizioni della Polonia il ricordo dell'antica età dorata polacca portò a riabilitare le vecchie tradizioni fino a un certo punto. Particolarmente dopo la Rivolta di novembre, quando il genere letterario della gawęda szlachecka ("il racconto di un nobile") creato da Henryk Rzewuski acquistò popolarità, il Sarmatismo passò a essere rappresentato in maniera positiva in letteratura. Un trattamento simile del concetto si può osservare nel messianismo polacco e nelle opere di grandi poeti polacchi come Adam Mickiewicz (Pan Tadeusz), Juliusz Słowacki e Zygmunt Krasiński, come pure in quelle di scrittori (Henryk Sienkiewicz e la sua Trylogia: Col ferro e col fuoco, Il diluvio e Il signor Wołodyjowski) e in altre discipline. Questa stretta connessione tra il Romanticismo polacco e la storia della Polonia diventò una delle qualità definitorie di questo periodo letterario, che lo differenzia da altre letterature contemporanee, che non soffrirono della mancanza della realtà di uno stato sovrano come avveniva in Polonia.

### Ulteriori letture
- Tadeusz Sulimirski, "The Sarmatians (Ancient peoples and places)", Thames and Hudson, 1970, ISBN 0-500-02071-X